# Триъгълник на Паскал
Триъгълникът на Паскал е аритметичен триъгълник, съдържащ биномните коефициенти.
Тъждеството
{\displaystyle {n \choose k}={n-1 \choose k-1}+{n-1 \choose k}}
позволява да се разположат биномните коефициенти за неотрицателни {\displaystyle n}, {\displaystyle k} във вид на триъгълника Паскал, в който всяко число е равно на сумата от двете числа над него:
{\displaystyle {\begin{matrix}n=0:&&&&&1&&&&\\n=1:&&&&1&&1&&&\\n=2:&&&1&&2&&1&&\\n=3:&&1&&3&&3&&1&\\n=4:&1&&4&&6&&4&&1\\\vdots &&\vdots &&\vdots &&\vdots &&\vdots &\end{matrix}}}
Триъгълната таблица е предложена от Блез Паскал в „Трактат за аритметичния триъгълник“ през 1654 г.
Таблици за биномни коефициенти са известни и преди Паскал – у Николо Тарталя и Омар Хаям.
Всеки елемент – в n-ти ред на k-та позиция – в триъгълника притежава аритметично (вж. частта Нютонов бином по-долу) и комбинаторно тълкуване и в зависимост от това се означава с {\displaystyle {n \choose k}} – чете се (биномен коефициент) n над k или {\displaystyle C_{k}^{n}} – комбинация (без повторение) на k от n елемента.
Всяко число от вътрешността на триъгълника е сума от двете числа, непосредствено разположени над него. Математически това свойство се записва по следния начин:
{\displaystyle {n \choose k}={n-1 \choose k-1}+{n-1 \choose k}}
и се нарича правило на Паскал.
Тази формула лесно се обобщава за пирамида в тримерното пространство, както и за други n-мерни обобщения на триъгълника.

## Комбинаторика
Триъгълникът на Паскал е като правило за бързо смятане на комбинации, откъдето идва и неговата важност в комбинаториката и теорията на вероятностите.

## Нютонов бином
Едно от най-важните приложения на триъгълника на Паскал е във формулата на Нютоновия бином. Той представлява развитието на израза (a+b)n:
{\displaystyle (a+b)^{n}=\sum _{k=0}^{n}{n \choose k}a^{k}b^{n-k}}
или
(x + y)n = a0xn + a1xn−1y + a2xn−2y2 + … + an−1xyn−1 + anyn,
като a1, a2, a3, …, an е поредният номер на елемента от реда n.
Например ако искаме да развием:(x + y)2, трябва да разгледаме втория ред от триъгълника на Паскал (всъщност третия, защото първият отговаря на n = 0). Коефициентите пред него са 1, 2 и 1, откъдето и познатата ни формула
(x + y)2 = 1x2y0 + 2x1y1 + 1x0y2 = x2 + 2xy + y2.
Биномната теорема е обща теорема, а използването на триъгълника на Паскал е улеснение при прилагането на тази теорема.
Чрез биномната теорема можем да сметнем сбора на елементите от даден ред в триъгълника на Паскал:
{\displaystyle (a+b)^{n}=\sum _{k=0}^{n}{n \choose k}=\sum _{k=0}^{n}{n \choose k}1^{k}1^{n-k}=(1+1)^{n}=2^{n},}
т.е. сборът от всички елементи от даден ред е 2n. Така сборът на елементите от 2-рия ред е 4, а на тези от десетия – 1024.

## Коефициенти до десети ред
На долната фигура са показани елементите на триъгълника до n = 10:

## Връзка с тетраедралните числа
Тетраедралните числа присъстват в триъгълника на Паскал на 4-то място (от ляво надясно или обратно) на всеки ред след 3-тия.